# 두나이트

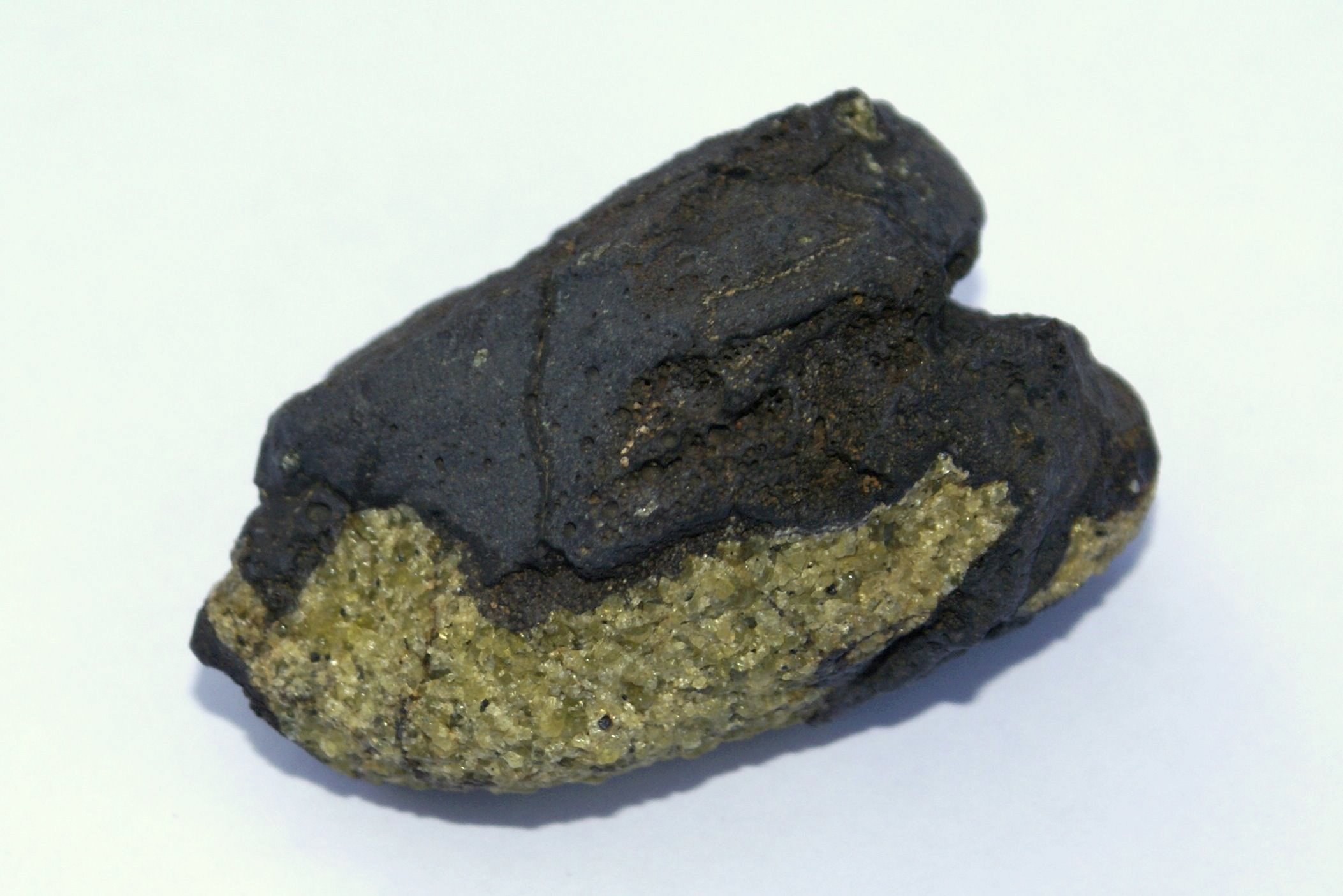
두나이트가 바사나이트(Basanite, 현무암질 암석)에 덮여있다.

두나이트(Dunite) 또는 더나이트는 화성암, 심성암으로, 조성 성분의 90% 이상이 감람암으로 된 암석을 가리킨다.
두나이트라는 이름은 뉴질랜드 남섬의 북부에 있는 넬슨의 던산에서 유래하였다. 1859년 지질학자인 페르디난드 폰 호쉬테터가 던산을 지질조사과정에서 감람암이 풍부한 암석을 확인하고, 두나이트(dunite)로 명명하였다.
두나이트나 감람암 등의 초염기성암은 열수 변성을 통하여 변성암인 사문암, 동석 등을 형성하기도 한다. 분포지역에 따라 백금족 원소나, 크로뮴철석, 자철석 등의 성분을 풍부하게 포함한다.